# حمد الحرفوشي
الأمير حمد الحرفوشي البعلبكي الخزاعي، من أمراء الحرافشة الذين تولوا الحكم في بعلبك وشرقي البقاع اللبناني وحكموا ما يقارب من ثلاثة قرون ونصف من العام 1497م حتى 1865م، تاريخ القبض على الأمير سلمان وقتله.

## أحواله
في عهد إبراهيم باشا ابن محمد علي باشا تم تعيين الأمير جواد الحرفوشي في حكم بعلبك، ولما ظهر من جواد الحرفوشي القسوة على الرعية، عزله إبراهيم باشا وعيّن مكانه الأمير حمد الحرفوشي. 

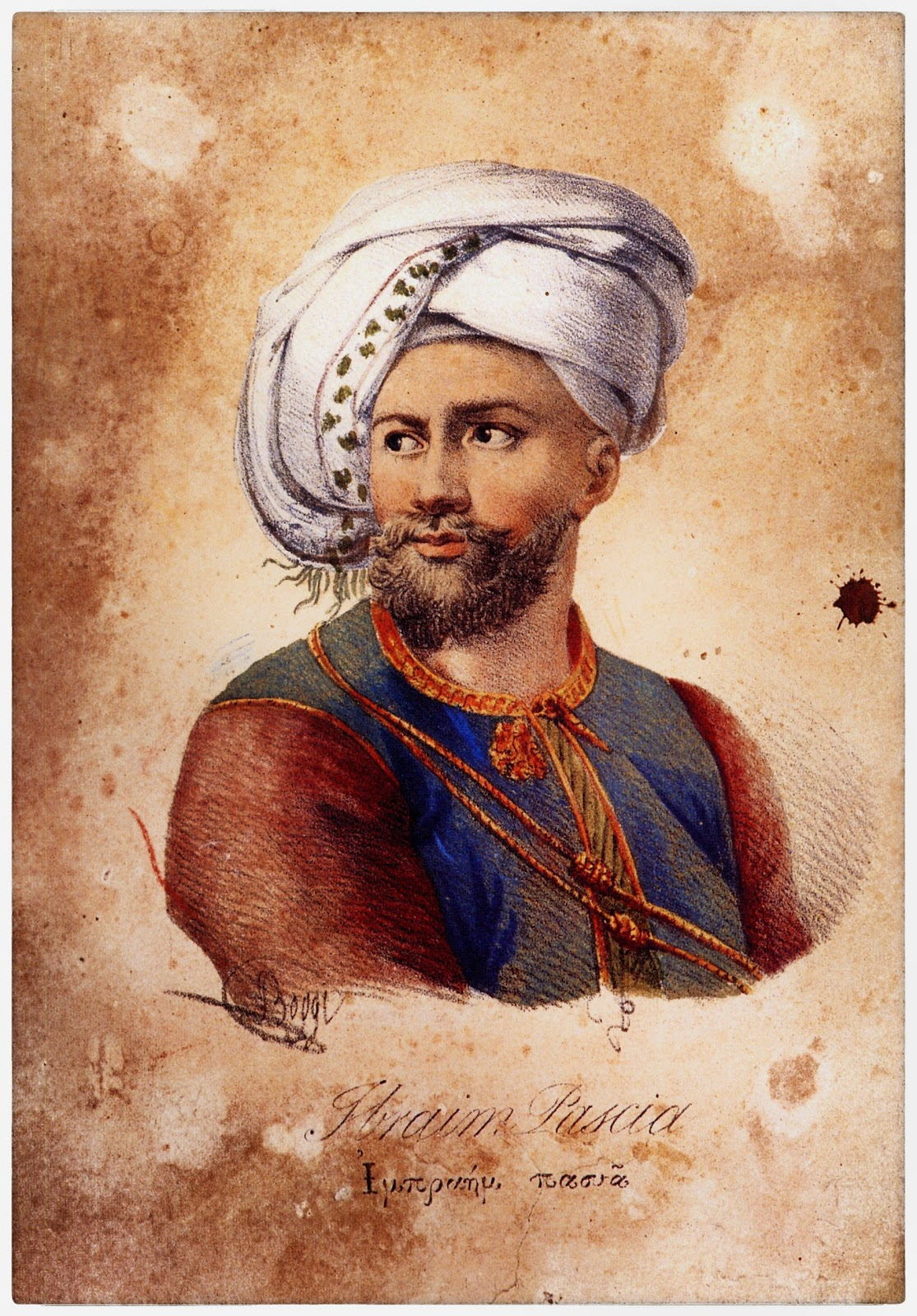
إبراهيم باشا، فاتح وحاكم بلاد الشام (1831-1840).

بعد رحيل المصريين تم تعيين خنجر الحرفوشي مكان حمد الحرفوشي، وذلك من العام 1840 إلى العام 1842 ميلادي، فنقم عليه جماعة من أولاد عمه الحرافشة فذهبوا إلى والي دمشق واستصدروا أمرا منه بتعيين حسين بن قبلان بن أمين الحرفوشي حاكما في بعلبك ولما كان حسين بن قبلان هذا صغيرا في السن فقد تم تعيين الأمير سعدون الحرفوشي وصيا عليه حتى يكبر. ولكن سعدون توفي في العام 1843 ميلادي، فاستغلّ الأمير حمد الظرف وأعاد السيطرة على الحكم في بعلبك مجددا.

في العام 1845 تنازع الأمير حمد مع ابن عمه الأمير محمد الحرفوشي، الذي ذهب إلى والي الشام مجددا وأخذ أمرا بعزل الأمير حمد وأرسل معه والي الشام 1500 من العساكر لتنفيذ الحكم، فحشد حمد الحرفوشي رجاله وقاتل ابن عمه وعسكر الوالي الاكراد فهزمهم.

بقي حمد الحرفوشي بعد هزيمة ابن عمه الأمير محمد الحرفوشي ستة أشهر في السلطة ولكن محمد لم يستكن فقد ظل يسعى لاستصدار أمر ثانٍ من الوالي بعزل حمد من منصبه، وبالفعل تكمن من استصدار أمر بعزله فذهب خنجر ويوسف بن حمد إلى دمشق لإفساد الأمر عليه وتم لهم ذلك وتم تقسيم البلاد إلى إمارات صغيرة وتوزيعها على الأمراء المتناحرين كل في إمارة صغيرة.

## قصيدة زجلية باللغة العامية تنسب له
ويروي الشيوخ قصيدة زجلية باللغة العامية قالها الأمير حمد الحرفوش:

والمقصود ب بوظو والي دمشق الوزير محمّد آغا بوظو، والمقصود بالعبد محمد آغا العبد الذي عينه والي دمشق حاكماً على بعلبك، حيث قام الأميران سلطان وجهجاه بإزاحته عن الحكم واستعادة الإمارة.وأمّا حادثة عجاج، فكان هذا نسيب أحمد باشا اليوسف فحضر بخمسمئة فارس لمُقاومة الأمير جواد الحرفوش ـ المُلقّب بأبي السعود ـ فوقع قتيلاً، وذلك بزمَن الدولة المصريّة.ويوم عَين الوعول يُنسب إلى تلك العين الواقعة شمالي بعلبك، وكانت العساكر المصريّة سَنة 1832 ـ وعددها أربعمئة فارس ـ تُطارد الأمير أميناً الحرفوشي وولده الأمير قبلان.

## نفيه إلى كريت
عام 1850 كانت بعلبك والجوار تشهد حالة من الصراع بين الحرافشة على السلطة وقد عصى عدد من الامراء على الدولة ومنهم الامير محمد فأرسلت الدولة العثمانية 3000 عسكري فاستسلم لهم الحرافشة وفيهم حمد الحرفوشي وتم نفيهم جميعا إلى جزيرة كريت.

## المصدر
1. ↑  تاريخ الشيعة في لبنان، سعدون حمادة، دار الخيال، طبعة ثانية 2013، مجلد1، ص243.
2. ↑  اعيان الشيعة – المجلد 6 – صفحة 230 – تأليف السيد محسن الأمين
3. ↑  دواني القطوف، عيسى إسكندر المعلوف، ص 267و268.
4. ↑  تاريخ بعلبك، نصر الله، مؤسسة الوفاء، طبعة أولى، مجلد1، ص 296